# Synegia botydaria
Synegia botydaria là một loài bướm đêm trong họ Geometridae.